# Nikola Rak
Nikola Rak (Zagabria, 29 agosto 1987) è un calciatore croato, attaccante del Tigar Sv. Nedelja.

## Carriera

### Club
Il 1º luglio 2017 viene acquistato a titolo definitivo dalla squadra croata dell'Inter Zaprešić.

## Palmarès

### Competizioni nazionali
- Druga hrvatska nogometna liga: 1

Sebenico: 2019-2020